# Szociális hitelrendszer
2014. június 14-én a Kínai Államtanács egy dokumentumot adott ki „Tervezet a szociális hitelrendszer kialakítására” címmel. A száraz nyelvezetű dokumentum egy társadalmi kísérletet vázolt fel, mely Hszi Csin-ping, a kínai Kommunista Párt főtitkárának terveit valósítja meg, aki az „aki egyszer megbízhatatlan, korlátozható” („once untrustworthy, always restricted”) elvet vallva adta ki az utasítást a szociális hitelrendszer (Social Credit System, 社会信用体系 shèhuì xìnyòng tǐxì) kialakítására.
A program egyelőre önkéntes, de 2020-tól minden kínai állampolgár számára kötelezővé teszik a belépést. A rendszer célja a polgárok társadalmi szempontokból való minősítése, és ez alapján jutalmazásuk, illetve büntetésük. Gyakorlatilag mindenkit egy (vagy több) számítógépes rendszerben rögzítenek, és hozzárendelnek egy pontszámot, ami 350 és 950 között változhat.
A nyilvántartó rendszert nem a semmiből hozzák létre, gyakorlatilag olyan vállalatokat vonnak be a fejlesztésbe, akiknek már van gyakorlatuk az ilyen jellegű adatbázisok kezelésében. Facebook / Messenger hiányában Kínában a WeChat nevű alkalmazás vált piacvezetővé, ami a szociális háló funkciót kissé háttérbe szorítva inkább a chat funkciók kifejlesztésére koncentrált, de az utóbbi időben már egyre komplexebb pénzügyi szolgáltatásokkal is elárasztotta az ügyfeleit.
Nyilván Kína legnagyobb társkeresője, a Baihe.com sem akar ebből a rendszerből kimaradni. Szintén biztos résztvevő Ant Financial Services Group (AFSG), az Alibaba kereskedelmi platform hátterét adó cég.
Az Alibaba elismerte a részvételt, és azt is, hogy a pontrendszert már most is a vásárlói adatbázisok elemzésével támogatja. „Ha valaki napi tíz órát játékkal tölt, az nem tekinthető értékes embernek. Ellenben ha valaki pelenkát vásárol, jó eséllyel szülő, és felelősségteljes ember”.
A cég nem tárja fel a pontszámítási algoritmusát, de az ahhoz alkalmazott alapelveket publikálta:
Az első a hiteltörténet: Időben fizeti az állampolgár a számláit? Túlvállalja magát?
A második a teljesítési szokások: A szerződéseiben vállaltakat időben teljesíti?
A harmadik fontos pont a személyes jellemzők, adatok: Van lakcíme? Van mobilszáma?
A negyedik kategória a viselkedés és preferenciák néven fut: Vásárlási szokások, a pelenka és a játékkal töltött idő. Ide számolják be a közlekedési kihágásokat és a törvénnyel való konfliktusokat is.
A legijesztőbb az ötödik csoport: Az interperszonális kapcsolatok. Valószínűleg ez a pont fog a legtöbb társadalmi konfliktushoz vezetni: Ha olyan emberekkel tart valaki kapcsolatot, akik kritikusan állnak hozzá a rendszerhez, vagy például a kollektív elhallgatás sorsára jutott Tiananmen téri eseményekről posztolnak, nos ők erős mínuszokra számíthatnak.
Viszont, ha ennyire fenyegető ez a rendszer, hogy lehet, hogy már a bevezetése előtt pár évvel is tízmilliók csatlakoztak hozzá – önkéntesen?  Leginkább a felkínált előnyök vonzottak be ennyi embert:
Azok, akiknek a pontszáma elérte a 600-at, akár 5000 jüan (nagyjából 200 ezer forint) kölcsönt kaphatnak az Alibabán a vásárlásaikhoz.
650 ponttól egyszerűsödik az autóbérlés és VIP becsekkolásra lesznek jogosultak a pekingi repülőtéren. 666 ponttól az 5000 jüannyi kölcsönt akár készpénzben is megkaphatják.
700 ponttól munkavállalói igazolás nélkül is utazhatnak Szingapúrba. 750 ponttól gyorsított eljárásban kaphatnak schengeni vízumot. Ráadásul a magas pontszámok egyfajta státusz-szimbólumot jelentenek.
Már most megjelentek a tanácsadók, melyek segítenek a magasabb pontszámok eléréséhez.
Mi történik, ha valakinek a pontszáma lefelé hanyatlik? Az Alibaba erről a lehetőségről már nem mesél, itt már a szivárogtató oldalakra és blogokra kell hagyatkozni:
A polgár eleinte csak a business-class-on való utazás lehetőségét veszíti el a vonatokon és repülőgépeken, de később már, ha tovább csökken a pontszáma, egyáltalán nem vásárolhat majd jegyeket. Jelenleg, tehát még a rendszer bevezetése előtt már, és csak Sanghajban 9 millió ember került eltiltásra repülőjegy vásárlástól.
További, egyelőre csak belebegtetett büntetési tételek:
- Gyerekek kizárása magániskolákból, egyetemekről
- Elzárás a magasabb presztízsű munkahelyektől
- Lassított internet-kapcsolat
- Vízumkérelmek letiltása
- Hotelekből / éttermekből való kizárás

## Fordítás
- Ez a szócikk részben vagy egészben a Social Credit System című angol Wikipédia-szócikk ezen változatának fordításán alapul.  Az eredeti cikk szerkesztőit annak laptörténete sorolja fel. Ez a jelzés csupán a megfogalmazás eredetét és a szerzői jogokat jelzi, nem szolgál a cikkben szereplő információk forrásmegjelöléseként.